# Rophites quinquespinosus
Rophites quinquespinosus – gatunek błonkówki z rodziny smuklikowatych i podrodziny wigorczykowatych.
Gatunek ten został opisany w 1808 roku przez Maximiliana Spinolę.
Pszczoły o ciele długości od 8,5 do 10 mm. Owłosienie jej tarczki i tarczy złożone jest długich i lekko pierzastych włosków. Samice cechują się obecnością na czole wielu kolców o różnych rozmiarach oraz całą powierzchnią nadustka gęsto punktowaną. Samce charakteryzują się odnóżami tylnymi o członie nasadowym stopy o prawie równoległych bocznych brzegach i prawie dwukrotnie szerszym niż drugi i trzeci, piątym sternitem płaskim i prawie bezwłosym, szóstym sternitem pozbawionym wypukłości bocznych oraz wyposażonym w dłuższe od nóżki czułka i oddalone od jego tylnej krawędzi zęby boczne, a siódmym sternitem z tylnymi wyrostkami płatowatymi o szeroko zaokrąglonej przedwierzchołkowej części brzegu wewnętrznego.
Owad o rozsiedleniu zachodniopalearktycznym, w Europie znany z Hiszpanii, Wielkiej Brytanii, Francji, Belgii, Niemiec, Danii, Szwecji, Szwajcarii, Austrii, Włoch, Litwy, Polski, Czech, Słowacji, Węgier, Słowenii, Grecji i Rosji, a w Azji sięgający po Kirgistan i Ałtaj. Gatunek oligolektyczny, związany z jasnotowatymi. Gniazda buduje pod ziemią.